# Biserica de lemn „Sfântul Nicolae” din Terebna
Biserica de lemn „Sf. Nicolae” este o biserică amplasată în Terebna, raionul Edineț, Republica Moldova. Este un monument arhitectural de importanță națională inclus în Registrul monumentelor Republicii Moldova ocrotite de stat cu nr. 1004 (raionul Edineț). Datează din 1885.